# 4-es busz (Mezőkövesd)
A mezőkövesdi 4-es jelzésű autóbuszvonal a Dózsa György utca – Cseresznye utca – Széchenyi utca – Dózsa György utca útvonalon húzódó helyi vonal volt, amelyet a Borsod Volán Zrt. üzemeltetett.

## Közlekedése
| Viszonylat                                                       | Indításszám | Közlekedési rend |
| ---------------------------------------------------------------- | ----------- | ---------------- |
| Dózsa György u. – Cseresznye u. – Széchenyi u. – Dózsa György u. | 1 pár       | tanítási napokon |

## Megállóhelyei
| 0 | Dózsa György utca 3. végállomás                    | 0.0 km | 0  |
| 1 | Dózsa György utca 36.                              | 0.6 km | 1  |
| 2 | Dózsa György utca 96.                              | 1.3 km | 3  |
| 3 | Cseresznye utca 69.                                | 2.2 km | 5  |
| 4 | Cseresznye utca 9.                                 | 3.0 km | 6  |
| 5 | Széchenyi utca 21.                                 | 3.8 km | 8  |
| 6 | Mátyás király utca 87. (↓) SZTK rendelőintézet (↑) | 4.5 km | 10 |
| 7 | Szent László tér                                   | 5.2 km | 12 |
| 8 | Gimnázium                                          | 5.7 km | 13 |
| 9 | Dózsa György utca 3. végállomás                    | 6.0 km | 14 |